# Léon Camille Marius Croizat
Léon Camille Marius Croizat (Torino, 16 luglio 1894 – Coro, 30 novembre 1982) è stato un biologo, botanico ed esploratore italiano naturalizzato venezuelano, noto per i suoi studi sui fondamenti della biogeografia cladistica, del vicariantismo e della panbiogeografia.

## Biografia
Nato da genitori benestanti di origine francese, si interessò alle scienze naturali già in giovane età; la frequentazione dell'erpetologo Mario Giacinto Peracca (1861-1923) e dello zoologo Daniele Rosa (1857-1944) gli resero familiari i problemi della tassonomia e della teoria dell'evoluzione. Studente in giurisprudenza all'Università di Torino, interruppe gli studi nel 1914 per svolgere il servizio militare, durato circa sei anni per la partecipazione alla prima guerra mondiale. Laureatosi nel 1920, lavorò nello staff di una industria tessile di Torino. Antifascista, fu costretto all'esilio nel 1924 recandosi a New York dove visse in ristrettezze economiche svolgendo lavori saltuari (si dedicò fra l'altro per qualche tempo alla pittura ad acquerello, con un certo successo), interessandosi tuttavia sempre, sia pure da dilettante, alle scienze naturali.
Nel 1936 Elmer Drew Merrill (1876-1956), direttore dell'Arnold Arboretum (l'arboreto dell'Università di Harvard), gli offrì un posto di assistente tecnico. Croizat si dedicò a tempo pieno alle osservazioni scientifiche e alla classificazione delle piante, soprattutto delle Euphorbiaceae, avvantaggiato anche dalla sua conoscenza delle lingue straniere (francese, tedesco, spagnolo, portoghese, russo, latino, greco antico, oltre all'italiano e all'inglese). Fra il 1936 e il 1946 pubblicò numerosi lavori (173 articoli) in alcuni dei quali giudicò tuttavia la teoria sintetica dell'evoluzione come inadeguata in ambito botanico, postulando invece l'esistenza di "forze ortogenetiche" non previste dal corpus di concetti di tale teoria. Dopo l'allontanamento di Merrill dall'Arnold Arboretum (1946) Croizat fu licenziato, probabilmente come ritorsione per alcuni lavori nei quali aveva criticato le opinioni del nuovo direttore Irving Widmer Bailey (1884–1967); da allora trovò spesso difficoltà a pubblicare su riviste scientifiche.
Croizat si trasferì in Venezuela dove tra il 1947 e il 1952 ebbe una serie di incarichi accademici all'università di Caracas. Nel biennio 1950-51 prese parte, in qualità di botanico della Universidad de los Andes di Mérida, alla spedizione franco-venezuelana per l'esplorazione delle sorgenti dell'Orinoco. Col sostegno della moglie Catilina, si dimise dagli incarichi accademici per dedicarsi a tempo pieno all'esposizione delle sue teorie in testi stampati a proprie spese; il che avvenne fino al termine della sua vita. Il contributo di Croizat consistette essenzialmente nella "panbiogeografìa", un metodo di analisi biogeografìca dai cui risultati derivava la necessità di una revisione dei principi della teoria evoluzionistica. Nel 1976 Croizat e sua moglie divennero i primi direttori del Jardin Botànico Xerófito di Coro, un orto botanico da essi fondato nel 1970.
Il genere Croizatia (Phyllanthaceae) è un omaggio al suo nome.

## Lavori (selezione)
- Manual of Phytogeography or An Account of Plant Dispersal Throughout the World. The Hague : Junk, 1952. 696 pp.
- Panbiogeography or An Introductory Synthesis of Zoogeography, Phytogeography, Geology; with notes on evolution, systematics, ecology, anthropology, etc., Caracas : Croizat (edito dall'autore), 1958. 2755 pp.
- Principia Botanica or Beginnings of Botany. Caracas : Croizat (edito dall'autore), 1961. 1821 pp.
- Space, Time, Form: The Biological Synthesis. Caracas : Croizat (edito dall'autore), 1964. 881 pp
- Croizat L. 1982. «Vicariance/vicariism, panbiogeography, "vicariance Biogeography," etc.: a clarification». Systematic Zoology 31: 291-304.